# Tahar Touati
Tahar Touati était un diplomate algérien et représentant militaire dans la ville malienne de Gao.

## Biographie
Il était l'un des 7 responsables algériens enlevés à l'ambassade d'Algérie à Gao, en avril 2012 lors des troubles de l'Azawad. Après qu'Alger ait arrêté 3 leaders extrémistes, le MUJAO a menacé d'exécuter les otages si Alger ne libérait pas Necib Tayeb, aussi connu comme Abou Abderrahmane Essoufi Ishak, un membre senior de la branche d'Al-Qaïda en Afrique du Nord (AQMI).
Après un ultimatum au gouvernement algérien, le diplomate a été exécuté par les terroristes maliens le 2 septembre 2012. « Nous avons exécuté nos menaces. L'otage a été tué », a dit Walid Abu Sarhaoui, porte-parole du MUJAO : « L'Algérie avait le temps pour faire avancer les négociations, mais elle n'a pas voulu. Nous avons exécuté l'otage samedi ».